# Jacques Lacan
Jacques Lacan (Parigi, 13 aprile 1901 – Parigi, 9 settembre 1981) è stato uno psicoanalista e psichiatra francese.
Figura importante e controversa all'interno del movimento psicanalitico, Lacan fu una delle personalità di spicco della corrente filosofico-antropologica strutturalista e post-strutturalista tra la fine degli anni cinquanta ed i primissimi anni ottanta, assieme a pensatori come Claude Lévi-Strauss, Michel Foucault, Louis Althusser, Roland Barthes, Pierre Klossowski e Gilles Deleuze. Le sue idee innovative e non sempre condivise hanno esercitato una considerevole influenza sul successivo sviluppo della clinica psicoanalitica, della linguistica, della teoria critica, della critica cinematografica e, più in generale, della sociologia e filosofia europee del XX secolo.

## Biografia
Lacan studia medicina, si specializza poi in psichiatria alla scuola di G. Clérambault. Si laurea nel 1932 con una tesi su "La psicosi paranoica nei suoi rapporti con la personalità". In seguito è anche allievo del filosofo Alexandre Kojève, che lo ha influenzato soprattutto nella prima parte della sua elaborazione.
Nel 1938, terminata un'analisi con Loewenstein, entra nella Société psychanalytique de Paris per poi abbandonarla nel giugno 1953, a causa di una mozione votata contro di lui per aver abbandonato la durata standard della seduta analitica (50 minuti) a favore di una a "durata variabile" (da pochi minuti ad alcune ore). Insieme a F. Dolto, D. Lagache e altri fonda la Société française de Paris che attese invano un riconoscimento ufficiale da parte dell'International Psychoanalytical Association (IPA). Dopo dieci anni viene praticamente scomunicato e per tutta risposta fonda una sua scuola, l'École Freudienne de Paris, poi la scioglie e adotta l'École de la Cause freudienne, di cui fu il primo presidente. Il suo insegnamento è trasmesso soprattutto oralmente nei seminari (pubblicati postumi) che hanno visto una numerosa partecipazione per trent'anni.

## Teoria e clinica

### Generalità
Il Lacan degli Altri Scritti mette in primo piano il rapporto tra l'inconscio e il godimento. Il godimento vuol dire che gli esseri umani sono attraversati dalla pulsione. Ma la pulsione è muta. Parla tramite i significanti.
Lacan ha tramutato in logica le modalità di funzionamento dell'inconscio. L'inconscio "è strutturato come un linguaggio" significa che l'inconscio è come una rete che funziona secondo una logica, anche se non è quella dell'io cosciente. In questa rete circola il godimento.
Il linguaggio, combinatoria non solo verbale di elementi discreti, manca di un elemento, quello che potrebbe dargli senso, ed è questo il trauma, per ogni essere umano: l'incontro con questo sapere bucato.
Lacan riconosce a Marx di avere intuito meglio di Freud il sintomo analitico. Il plusvalore non si sostiene che sulla base del più di godere (di qualcuno su qualcun altro), ergo, per Lacan, gli oggetti del capitalismo sono tutti fasulli.
Il soggetto della psicoanalisi è il soggetto della scienza. Non c'è psicoanalisi senza scienza moderna, ma mentre la scienza non si occupa del soggetto, puro riferimento simbolico, svuotato di ogni rappresentazione, errore soggettivo, la psicoanalisi si occupa proprio di esso.
È solo grazie al metodo scientifico che è possibile una trasmissione della psicoanalisi. Il sapere è reso letterale attraverso la matematizzazione. Il matema riveste un'importanza notevole nella teoria analitica e il suo uso è uno degli aspetti più originali della teoria e della clinica lacaniane.
Lacan utilizza un metodo che è quello di ricorrere a due strategie. La prima è quella di ritornare ai testi di Freud, approfondire ostinatamente soprattutto i suoi casi clinici: Dora, L'uomo dei topi, Il piccolo Hans, L'uomo dei lupi e così via. La seconda strategia è di leggere l'inconscio (essendo omogeneo al sapere, poiché anche esso ha struttura di linguaggio) attraverso altri saperi: la linguistica, la filosofia, l'antropologia e la topologia.
Lacan prende, ogni volta, Freud "e poi gli manda un laser di traverso (...) che non viene mai dalla psicoanalisi", secondo le parole di Antonio Di Ciaccia. Ad esempio è proprio tramite il laser della linguistica di Ferdinand de Saussure e Roman Jacobson che Lacan scopre la struttura di linguaggio delle formazioni dell'inconscio.

### L'inconscio strutturato come un linguaggio[7]
Il trauma per Lacan non è il sesso, ma il linguaggio. Il linguaggio manca di un significante. Gli esseri umani, tutti, anche quelli che non parlano, sono traumatizzati dall'incontro con il linguaggio. L'inconscio è un linguaggio, senza codice.
La struttura cattura l'uomo, lo divide, prende il corpo e il suo godimento. In questo modo si intende la pulsione freudiana, diversa dall'istinto. E si spiega la perdita costitutiva dell'oggetto come è inteso da Freud.
Abbiamo almeno tre diverse accezioni del celebre aforisma "l'inconscio è strutturato come un linguaggio".
Nella prima l'inconscio è un capitolo censurato del libro della storia del soggetto. Qui centrale è la funzione della parola, in particolare quella parola piena che si svolge in analisi che può permettere la trascrizione dell'inconscio, come capitolo censurato. La psicoanalisi, in questa prima concezione, è una pratica di parola che permette al soggetto di ricomporre il capitolo mancante e ristabilire la continuità del discorso cosciente. Il desiderio che smuove l'analisi è un desiderio di riconoscimento e l'analista è il testimone della verità del soggetto.
Nella seconda accezione l'inconscio è più direttamente correlato con il linguaggio e le leggi del linguaggio. La struttura di linguaggio emerge nelle formazioni dell'inconscio (sogno, lapsus, motto di spirito, sintomo) come vengono descritte da Freud nei saggi e nei suoi casi clinici. Tutte le formazioni dell'inconscio, compreso il blaterare in psicoanalisi, hanno struttura di linguaggio, sono pensieri articolati e rispondono a leggi proprie, anche se il soggetto non ha sempre accesso alla comprensione poiché si tratta di un linguaggio cifrato, da decodificare, che si svolge al di fuori del soggetto, ma che lo interessa perché lo veicola in quanto appunto 'soggetto'.
L'inconscio è, come il linguaggio, una combinatoria di elementi discreti e non solo il linguaggio verbale.
Particolarmente in questa fase dell'elaborazione teorica, Lacan fa ricorso alla linguistica di De Saussure e di Jakobson.
Il discorso inconscio si svolge lungo due assi: l'asse della sincronia, che è quello della metafora, e l'asse della diacronia, che è quello della metonimia. Il sogno è una metafora e il sintomo stesso è una metafora. Così come il desiderio è metonimia, gli enigmi del desiderio inconscio si spiegano nel movimento in cui sono presi, che è metonimico.
Questa presentazione della metafora e della metonimia si accorda con le moderne analisi linguistiche, nelle quali la tradizionale diversità tra i due meccanismi viene ridotta al semplice gioco di modalità formali di articolazione tra significanti.
La terza accezione dell'inconscio strutturato come un linguaggio ha a che fare con la pulsione di morte di Freud. Nel 1956, ne Il seminario su 'La lettera rubata'  commento al racconto di Edgar Allan Poe, Lacan elabora la tesi che collega l'elaborazione di Freud sulla pulsione di morte alla presa dell'ordine simbolico, responsabile dell'innegabile innaturalità dell'esistenza umana. L'automatismo di ripetizione trae principio dall'insistenza della catena significante.
Con la pulsione di morte Freud, secondo Lacan, incontra il linguaggio per la seconda volta, dopo il primo periodo delle decifrazioni dell'inconscio. In questo momento gli si svela l'aspetto più terribile del linguaggio: la sua natura mortifera, che Lacan poi concettualizza con la nozione di inerzia del godimento.
A questo punto, l'inconscio è strutturato come un linguaggio, ma non tutto nell'inconscio è significante. Ciò che sfugge al livello del significante è un residuo del godimento. Tale resto della struttura di linguaggio viene chiamato oggetto piccolo (a).
Questa mancanza è effetto della struttura, ma è inclusa nella struttura stessa. Questo specifica la struttura lacaniana e la distingue da quella degli altri strutturalisti. Il significante di una mancanza nell'Altro è la base della logica del significante.
Il soggetto è mancanza a essere, per questo tende a identificarsi. L'oggetto (a) è il resto dell'operazione significante, oggetto causa del desiderio, che ha il suo prototipo nell'oggetto pregenitale; la pratica clinica permette a Lacan di isolare due oggetti, oltre quelli freudiani (orale e anale): lo sguardo e la voce.

### Lo stadio dello specchio
Tra i sei e i diciotto mesi il bambino, in braccio alla madre, davanti allo specchio reagisce dapprima all'immagine come se appartenesse a un altro reale, ma, nel momento in cui incrocia lo sguardo della madre nello specchio, l'immagine gli si rivela come sua. Se quest'altro sguardo non dicesse al bambino che l'immagine gli appartiene, egli continuerebbe a considerarla un oggetto esterno.
L'investimento del bambino si attua prima ancora che sul proprio corpo, percepito come frammentato, sull'immagine completa dello specchio, sull'altro riflesso nello specchio. Questa è la prima identificazione, immaginaria, ed è due volte alienante perché dipende dallo sguardo della madre: se questo sguardo nello specchio non lo vedesse, egli non si riconoscerebbe.
L'immagine del corpo sostituisce la realtà del corpo. Ciò che è investito è l'altro nello specchio e nello stesso tempo il desiderio dell'altro, attraverso lo sguardo della madre. Identificandosi con la madre, il bambino assume il desiderio della madre come proprio.
Già a partire dallo stadio dello specchio, Lacan va in una direzione diversa da quella di Loewenstein, Kris, Hartmann e in generale della psicoanalisi dell'io. Mentre essi interpretavano l'io come istanza centrale e sintesi della personalità, per Lacan l'io è alienato in modo primordiale. Inoltre, per la dialettica hegeliana della lotta a morte, l'io è minacciato da quello stesso altro senza il quale non esisterebbe; il nucleo più profondo dell'io è paranoico.
Per la psicoanalisi dell'io, e anche per le teorie cognitivo-comportamentali, l'io è l'elemento centrale della cura, alleato del terapeuta che ha il compito di rafforzarlo. La cura termina con un io completo e identificato a quello dell'analista. In Lacan, al contrario, e secondo lui anche in Freud, l'io viene decentrato, come in una rivoluzione copernicana, e la cura può essere definita anche una "paranoia controllata". Che senso avrebbe che l'io, peraltro mai completo, dal nucleo paranoico del paziente debba plasmarsi su quello dell'analista? La risposta arriva pian piano, elaborando il simbolico, o linguaggio.

### L'etica della psicoanalisi
Lo psicoanalista francese dedica il VII seminario all'approfondimento di un aspetto fondamentale: l'etica della psicanalisi. In primo luogo, certamente, per Lacan il problema dell'etica è il problema della posizione che lo psicoanalista deve assumere nella sua pratica, quindi riguarda la posizione e la postura dello psicoanalista. Tuttavia l'etica diviene un compito pratico che va ben oltre, e l'esempio della tragedia di Antigone, utilizzato nel seminario sull'etica, lo preannuncia con forza. L'analista dovrà anche testimoniare della posizione che si "deve" assumere nel reale, in bilico sull'assenza di un fondamento. Ogni atto, non solo quello legato alla pratica clinica, è un atto etico, un'assunzione di responsabilità che non può sostenersi su alcuna garanzia precostituita. Da qui scaturisce una posizione di Lacan indomabile dal "potere temporale della psicoanalisi", che ha reso inevitabile anche la sua cosiddetta "scomunica". Per certi versi ricorda il cavaliere della fede di Kierkegaard, ma su un piano laico e rigorosamente scientifico.

### Reale, simbolico, immaginario
Molto tempo dopo l'introduzione dello Stadio dello specchio, nel 1953, Lacan introduce un'altra categoria distinta dall'immaginario: il simbolico. A partire da questo momento lo psichico viene concettualizzato attraverso la tripartizione dei registri: reale, simbolico e immaginario.
Il modo di concepire il simbolico in Lacan non coincide con la concezione junghiana che ha a che vedere con il ritrovare in qualcosa la rappresentazione di qualcos'altro. Il simbolico è in relazione stretta con il significante e riguarda non più l'io (moi) ma il soggetto (je). La realtà umana è intessuta di linguaggio e solo il significante è in grado di renderne conto. Significante e significato non coincidono e il primo domina sul secondo. Inoltre, un significante non può essere definito che da un altro significante che lo determina a posteriori. È questa la legge della catena significante.
Il bambino entra nel simbolico attraverso il rapporto con la madre, a causa dell'intermittenza della sua presenza. L'uomo ha l'illusione di averlo creato con la sua coscienza in quanto è a causa di una discrepanza specifica della relazione immaginaria con il suo simile, che egli è potuto entrare in quest'ordine come soggetto. Lacan indica il simbolico con il termine di Altro, tesoro dei significanti, la cui relazione con il soggetto si distingue dalla relazione immaginaria dell'io con l'altro, (a-a').
L'Altro è anche luogo del codice, luogo dove opera l'inconscio. L'inconscio non resiste, semplicemente ripete. Le resistenze si trovano invece a livello immaginario, nella relazione tra io (moi) e altro, relazione che, con la sua inerzia, perturba la relazione simbolica con l'Altro, (S-A).
L'operazione analitica opera a livello dell'asse simbolico; lo psicoanalista non ha che da annullarsi come io (moi) per poter agire a partire dal luogo dell'Altro.
Il terzo registro, invece, si situa sul labile confine tra immaginario e simbolico: il reale si pone al di fuori di una diretta azione del significante e di quell'altalena immaginaria dove il soggetto (moi) è intrappolato tra la fascinazione irresistibile nei confronti della propria immagine (narcisismo) e la pulsione aggressiva nei confronti dell'altro, del simile (desiderio invidioso).

### Il fallo
La peculiarità dell'essere umano è dovuta al suo inserimento nel linguaggio. Il soggetto è effetto di linguaggio. Ma al suo ingresso nella nuova dimensione di 'parlessere', l'uomo perde necessariamente qualcosa. La divisione, costitutiva della condizione umana, è la conseguenza dell'inevitabile immersione nella struttura. Vi è una mancanza strutturale di godimento che è alla base dell'essere uomo e parlante. Al posto di questo godimento perduto, irrecuperabile, c'è un nulla. Il significante di questo vuoto è il fallo, è un significante molto particolare perché il suo significato non c'è, ma è sempre un significante, non è né un fantasma, né un oggetto, né tantomeno un organo. È il significante che permette gli effetti di significato.
La conseguenza immediata di questo significante fallico è la deviazione dei bisogni dell'uomo. Per via dell'assoggettamento dei bisogni alla domanda, la messa in forma significante, qualcosa di questi bisogni si trova alienato: il desiderio.
La domanda, in Lacan, riguarda non tanto le soddisfazioni che chiede, ma un'assenza o una presenza. Al bambino interessa che la madre sia presente. Ciò che lo aggancia all'Altro non è né l'assenza, né la presenza, ma l'oscillazione tra le due. Il soggetto interroga la condizione della presenza. La domanda costituisce l'Altro come colui che può privare il soggetto della propria presenza. La domanda è domanda d'amore. Le soddisfazioni che la domanda d'amore ottiene per il bisogno non fanno che schiacciarla. Tanto peggio se il genitore accudente, di solito la madre, invece che rispondere alla domanda d'amore, dando cioè ciò che non ha, rimpinza il bambino della pappa asfissiante di ciò che ha, cioè confonde le sue cure col dono del suo amore. Ecco perché può accadere che il bambino più accudito rifiuti il nutrimento, orchestrando il suo rifiuto come un desiderio. Questo accade nell'anoressia-bulimia, ma la domanda d'amore si ribella in ogni caso alla sola soddisfazione del bisogno.

### Il fantasma
Il soggetto dell'inconscio trova nell'oggetto del fantasma, non nel significante, una certezza soggettiva. "...vuol dire che il linguaggio gli permette di considerarsi come il macchinista cioè come il regista di tutta la cattura immaginaria di cui altrimenti non sarebbe che la marionetta vivente." (J. Lacan "La direzione della cura e i principi del suo potere", 1957, in Écrits, p. 633)
La scelta si gioca nel rapporto con la madre, o con chi ne fa le veci. Lacan distingue tre dimensioni della madre. La madre immaginaria è capace di assecondare o meno il bambino. È il modello per la costruzione degli oggetti immaginari. La madre simbolica è mancante, per cui desidera altrove e si assenta dal bambino. La madre ha una terza dimensione, reale, in quanto potrebbe venire al posto del godimento primordiale.
Lacan, servendosi della scrittura di linguaggio, scrive la metafora dei genitori: Padre/Madre → Nome del Padre/Desiderio della Madre. Il padre e la madre sono due significanti e indicano due funzioni: la funzione del padre è il nome e la funzione della madre è il desiderio. La legge del padre si sostituisce al desiderio della madre. Quello che interessa al bambino è l'alternanza della presenza-assenza della madre. Nell'assenza, la madre diventa enigmatica per il bambino. Il padre svela ciò che fa assentare la madre, ciò che la fa desiderare: il fallo.
La metafora paterna separa il bambino dalla madre e lo fa passare da una posizione di oggetto a quella di soggetto. Da qui, una separazione ulteriore: dal godimento. Nella psicosi la funzione del padre non ha separato il bambino dalla madre, che è completata dal bambino, trova nel bambino l'oggetto del suo fantasma. Il fantasma è quella storiella che ognuno si racconta per illudersi di ritrovare la parte perduta di godimento, la libido primordiale. È una storiella che ha come chiave di volta un oggetto: anale e orale, sguardo e voce.
Nella psicosi non c'è separazione, il bambino rimane oggetto del godimento dell'Altro, è nel fantasma materno, il cui uso da parte della madre, non è regolato dalla funzione del padre. Il soggetto psicotico, se non ha costruito una metafora alternativa a quella paterna, è ostaggio del godimento, che coincide col linguaggio.

### La costruzione della realtà
L'oggetto è lo scarto dell'operazione della metafora paterna. Esso è estratto dal campo della realtà, per cui gli fornisce il suo quadro, la sua cornice. Il vuoto lasciato nella realtà dall'oggetto a estratto è il posto del soggetto. La costruzione del campo della realtà funziona solo quando è otturato dallo schema del fantasma.
In questo senso Lacan ribalta la questione della psicosi, così come è posta in Freud. Lo psicotico non ha estratto l'oggetto a, non necessita di decostruire, decodificare, quanto piuttosto di ordinare, inventare un'estrazione tutta sua, che gli dia uno spazio. Il nevrotico ha bisogno invece di fare il giro delle quinte della sua invenzione criptata, di svelare le carte del suo fantasma, del suo oggetto e del suo nome, o significante padrone.
Nell'ultimo periodo, Lacan riformula la clinica differenziale tra psicosi e nevrosi, spostando il centro dell'attenzione sulla posizione del soggetto nei confronti del godimento, creando una clinica continuista tra le due differenti posizioni.

## Opere di Lacan

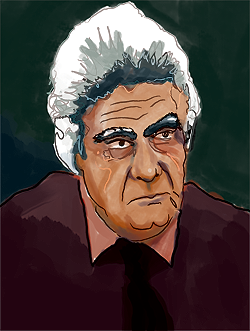
Ritratto di Lacan

Le sue complesse tesi, più che essere organizzate in modo organico in libri, vennero esposte nei suoi famosi seminari del mercoledì, tenuti dal 1953 fino al 1980. 
Le sue opere principali comunque sono state pubblicate con il titolo Scritti nel 1966. 

### I seminari
Negli anni settanta cominciò la pubblicazione (in francese) dei seminari, a partire dalle copie stenografate esistenti in circolazione. Il testo per la pubblicazione viene stabilito da Jacques-Alain Miller, allievo, curatore testamentario e genero di Lacan. Alla versione francese seguì la relativa traduzione in italiano. I seminari hanno l'aspetto discorsivo di opere aperte, tese all'esplorazione ed alla ricerca medico-culturistica.

#### Seminario I. Gli Scritti tecnici di Freud
Nel Seminario I (1953/54) Lacan si riferisce soprattutto ai testi di Freud dal 1904 al 1919 e rielabora l'insegnamento alla luce della distinzione fra registro immaginario e simbolico. Delinea gradualmente la dimensione simbolica dall'ambito immaginario e la conseguente distinzione tra l'Io (immaginario) e il Soggetto (simbolico).
Sull'altro polo di ogni intersoggettività differenzia: altro (immaginario) e Altro (simbolico).
La divisione tra io simbolico e immaginario viene iniziata in "Funzione e Campo della parola e del linguaggio" (1953), ma verrà pienamente sviluppata nel Seminario II.
Alla fine di “Funzione e campo” Lacan paragona la psicoanalisi all'insegnamento zen, ed è con questo paragone che apre il Seminario I.
La maggiore originalità del metodo analitico è l’avere connesso il rapporto problematico del soggetto con se stesso col senso dei sintomi.
Contrariamente ai suoi contemporanei, Lacan scongiura l'uso del contro-transfert, nel rapporto tra i corpi, tra gli educatori, tra analista e analizzante, e invita ad affidarsi alla sola intermediazione della parola; e in particolare alla mediazione del linguaggio freudiano. Freud ha grande rispetto della soggettività e rifiuta ogni forma di autoritarismo, questo si vede dalla sua rinuncia all'utilizzo della suggestione e, prima ancora, dell'ipnosi, in cui il terapeuta fa del soggetto il proprio oggetto.
Inoltre il senso dei sintomi viene rifiutato dal soggetto, anche per questo, deve essere assunto, non rilevato, come accade invece nell'analisi delle resistenze o psicoanalisi dell'io.
Per la psicoanalisi dell'io l'unica fonte di conoscenza è l'io. L'io però, osserva Lacan, è strutturato esattamente come un sintomo. Anzi è il sintomo umano per eccellenza.
Il contro-transfert è la funzione dell'ego dello psicoanalista, cioè la somma dei suoi pregiudizi, non può essere utilizzato nella cura, mentre nella psicoanalisi dell'io viene costantemente usato per fare delle interpretazioni. Secondo Lacan, per guardarsene, occorre che vi sia sempre un terzo termine. Questo terzo termine viene introdotto in questo primo seminario, ma viene articolato nel secondo, e si tratta del simbolico.
Lacan estrae dal complesso edipico il sistema triangolare, sdoganandolo dalla formula classica: amore per la madre, rivalità col padre. Comincia da questa strutturazione triangolare, per introdurre la dimensione simbolica.
Ad esempio Dora (celebre caso di un'isterica, di Freud) si è identificata al padre e tramite questa identificazione ha strutturato il proprio io. Questo ha a che fare con la situazione del soggetto nell'ordine simbolico, non è una difesa. O come nel caso Dick, di Melanie Klein, in cui non c'è alcuna identificazione, ma è lei stessa a fargli avviare le prime simbolizzazioni.
Nello stadio dello specchio il bambino per la prima volta si vede e si concepisce come altro da sé. L'immagine del corpo gli dà la prima forma per inquadrare quanto è dell'io o no. Qui si distingue l'immaginario dal reale, la costituzione del mondo che ne scaturisce dipende dal posto del soggetto nel mondo simbolico, dell'altro.
L'attivatore della meccanica sessuale non è la realtà del partner sessuale, ma un'immagine, un rapporto immaginario. Le istanze psichiche di Freud devono essere lette secondo uno schema ottico. Il narcisismo primitivo è il frutto dell'immagine corporea. Questo meccanismo è uguale nell'uomo e nell'animale.
Nell'uomo però c'è anche un secondo narcisismo, in cui l'identificazione narcisistica è con l'altro; l'altro si confonde con l'ideale dell'Io. Lo sviluppo dell'io consiste nel prendere le distanze dal narcisismo primario e, insieme, nello sforzo per recuperarlo. La libido si sposta su un Ideale dell'io e il soddisfacimento è ottenuto attraverso il raggiungimento di questo ideale.
L'ideale dell'io comanda il soggetto, al di là dell'immaginario. Il passaggio è simbolico e introduce un terzo tra i due personaggi. Tramite lo stadio dello specchio, il soggetto riconosce di avere un corpo, questa è la differenza con gli animali.
Prima che il desiderio impari a riconoscersi, è visto solo nell'altro, alienato nell'altro, e non ha altro sbocco che la distruzione dell'altro, o del desiderio stesso.
La tecnica della psicoanalisi fa sì che il soggetto percepisca il miraggio del proprio io. E, si spera, lo minimizzi.

#### Seminario II. L'io nella teoria di Freud e nella tecnica della psicoanalisi
Per tutta la prima parte del suo insegnamento, quindi anche in questo seminario, del 1954-55, Lacan è concentrato nel ritorno a Freud. In questa rilettura c'è anche la polemica su ciò che i suoi contemporanei hanno fatto della teoria freudiana.
Cito Antonio Di Ciaccia, psicoanalista e traduttore dell'opera di Lacan in Italia: "perché il testo freudiano sia leggibile e operativamente efficace nella cura psicoanalitica, è necessario che i concetti freudiani prendano posto correttamente e, per farlo, è necessario uno strumento. Lo strumento che Lacan utilizza è la triade composta da immaginario, simbolico e reale."
Nel Seminario II c'è un primo spostamento verso il simbolico, un movimento questo che riguarda tutta l'elaborazione di Lacan. In particolare, in questo seminario, viene messa sotto analisi la problematicità del concetto di io in Freud. Uno dei punti è che da una parte, all'es deve sostituirsi l'io, ma le pulsioni dell'io sono anche pulsioni di morte. Lacan prende una strada diversa da quella della maggior parte delle psicoterapie, che cercano di preservare l'io, soprattutto dal suo lato ideale. Lacan propone invece una lettura dell'io come oggetto, immaginario, e una come soggetto, simbolico. Un conto è quindi se si prende l'io del paziente dal lato dell'immaginario, del simbolico, o del reale; anche se le prime due, ma soprattutto l'ultima dimensione, saranno elaborate meglio da Lacan solo successivamente.
"Parallelamente, l’inconscio non è una formazione immaginaria ma è una struttura simbolica e che Lacan sintetizza nell’aforisma “l’inconscio è strutturato come un linguaggio”.

#### Seminario III. Le psicosi.
1955-1956. In questo Seminario Lacan scava nella follia, fine che traspare tutto anche dallo stile che produce un effetto quasi dissociativo nel lettore. La psicosi non è più un deficit, ma una diversa organizzazione strutturale. Non è che basta volerlo, per diventare folle. Cosa fa sì che ci si arrivi, a questo mira lo psicoanalista, psichiatra di lunga esperienza, che ha cominciato il suo insegnamento come psicoanalista solo a partire dal 1953, tanto che lui stesso si era detto di essercisi messo un po' tardi.
Nessuna carenza immaginaria, né tantomeno frustrazione, giustificano quello che viene piuttosto letto da Lacan come non metaforizzazione del desiderio della madre, ossia dell'altro, tramite la sostituzione del significante enigmatico x con quello del Nome-del-Padre. Il soggetto sceglie, accetta, anche se poi lo rimuove, di farsi rappresentare dal significante. Mentre nella psicosi questa metaforizzazione non c'è, c'è piuttosto metonimia continua su base immaginaria, almeno fino a quando capita una congiunzione che chiama il soggetto a esserci proprio là dove qualcosa è stato rigettato, quindi riappare nel reale. Come accade ne Memorie di un malato di nervi del presidente Schreber, già studiato e commentato in un saggio da Freud. "Ma non è il testo di Freud a chiarire quello di Schreber. È il testo di Schreber a mettere in luce la pertinenza delle categorie forgiate da Freud, come ebbe a dire Lacan presentando le Memorie nella traduzione francese."
Il Presidente Schreber era arrivato alla mezza età senza dare segni di scompenso, sposato, senza figli, arriva improvvisamente a occupare una carica importante colma di responsabilità e lui comincia a stare male, fino ad arrivare a sviluppare un articolato delirio su base schizo-paranoide in cui ricostruisce il suo rapporto col simbolico, per far fronte a quello che gli si presenta improvvisamente come un reale ingovernabile e schiacciante.

#### Seminario IV. La relazione d'oggetto
Tra il 1956 e il 1957 Lacan analizza la relazione d'oggetto, rileggendo i casi clinici di Freud: il piccolo Hans e la giovane omosessuale.
Secondo Lacan, nella fobia, come nella perversione, la questione ruota comunque intorno all'Edipo. Nel caso della fobia, come nel caso del piccolo Hans di Freud, si tratta di una soluzione dal lato nevrotico e non perverso. L'oggetto fobico viene in soccorso della debolezza del padre nell'incarnare il Nome-del-Padre.
Viene introdotto il fallo, ma non è articolato. Si rivela dal lato femminile, come oggetto, ma mancante: il fallo della madre.
In questo Seminario, il fallo resta un oggetto e la relazione resta immaginaria sebbene la centralità della mancanza nella sua concettualizzazione apra all'elaborazione successiva del fallo come puro simbolico. L'identità tra fallo e significante arriverà solo nel 1958, con "la significazione del fallo".
È il fallo a fare da terzo polo, tra il bambino e la madre. Confrontati con questa mancanza, si può avere una soluzione dalla parte della difesa, come per la fobia del piccolo Hans, o dalla parte del fare esistere quello che non c'è, il fallo materno, come nel caso della giovane omosessuale.
Il perverso dà consistenza al fallo, l'artista dà consistenza al velo.

#### Seminario V. Le formazioni dell'inconscio
"Le formazioni dell'inconscio è il seminario pronunciato da Lacan nell'anno più fecondo del suo insegnamento." Qui Lacan mette a punto il grafo del desiderio e lo schema R. Mostra come i sintomi, ma in generale le produzioni dell'inconscio, hanno struttura di linguaggio, come Freud già mostrava nel "Motto di spirito". L'essere è umano perché inciso dal linguaggio, facendoci i conti come può, e come vuole.
Si specifica qui anche la clinica differenziale tra psicosi e nevrosi, laddove la prima si connota strutturalmente, quindi a prescindere da ogni falla immaginaria, per la forclusione del nome del padre. Ma anche, all'interno della scelta nevrotica, la distinzione tra isteria e nevrosi ossessiva: la prima giocata sul desiderio insoddisfatto e la seconda su quello impossibile.
Come dice Antonio Di Ciaccia nella quarta di copertina: "tutto il seminario è percorso da quella metamorfosi che porterà il fallo freudiano a occupare il posto che gli spetta nell'economia soggettiva: di significante. Significante essenziale perché l'umano possa differenziarsi nella versione uomo e nella versione donna del suo essere di desiderio."
Gli eleganti segni aerei del grafo mostrano la formazione del discorso inconscio, come si posizionano, rispetto al soggetto e all'altro, il messaggio, il codice, il fantasma, la domanda e il desiderio.

#### Seminario VI. Il desiderio e la sua interpretazione
Si tratta di un lavoro di seminario svolto da Lacan tra il 1958 e il 1959. Come dice il traduttore italiano, Antonio Di Ciaccia, è leggibile, facile, rispetto agli altri, anche se è comunque un testo che si rivolge agli analisti.
Nella psicoanalisi, in particolare di un soggetto nevrotico, si decifra il desiderio inconscio, "Questo desiderio non coincide affatto con quello che si vuole o si crede di volere. Molte volte le analisi iniziano proprio quando il soggetto si rende conto che c’è una scissione tra il suo volere cosciente e il suo desiderio inconscio."
Sono 27 capitoli, di cui 7 sull'Amleto. Il protagonista della tragedia shakespeariana è scisso tra il suo volere vendicare il padre uccidendo lo zio che ha, oscenamente presto, sposato sua madre, e il suo desiderio inconscio che glielo impedisce. Non può colpire quell'oggetto che è, per lui, l'incarnazione del desiderio della madre.
"...il soggetto saprà realizzare il proprio desiderio inconscio solo dopo la sua rivelazione. Il titolo di questo Seminario potrebbe pertanto essere riassunto così: Il desiderio è la sua interpretazione."
Il quarto elemento, senza di cui non si regge, secondo Lacan, l'Edipo freudiano: madre, bambino, padre e... fallo. Tutto il Seminario gira intorno a questo mistero, scritto come fosse un libro giallo, d'intrattenimento, quasi. Sono quattro i termini: madre-bambino-fallo e il padre tiene insieme tutto.
Il fallo non è il pene, è il significante del desiderio. Amleto deve salvaguardare il desiderio della madre, per quanto ingordo e frettoloso esso sia. Solo quando la madre è morta, può compiere il suo atto omicida contro Claudio.

#### Seminario VII. L'etica della psicoanalisi
Si tratta di un lavoro esposto da Lacan tra il 1959 e il 1960 e in cui scava nei testi freudiani per indagare le conseguenze etiche della psicoanalisi; in particolare si occupa di: Traumdeutung, Il disagio della civiltà, Totem e tabù, Mosè e il monoteismo. Si serve quindi a piene mani della filosofia, Aristotele per primo, poi Kant e il marchese De Sade.
Il rapporto tra principio di piacere e principio di realtà viene rivisitato come un problema prettamente etico e viene messo in primo piano il dissidio fondamentale dell'uomo, in cui l'istanza morale prende la forma feroce del super-io, che non si accontenta mai.
Nel seminario c'è un lungo commento di Antigone, la tragedia di Sofocle del 441 A. C., in cui l'eroina si rivela come l'incarnazione del desiderio di morte, in quanto unica via che le rimane al desiderio. Antigone rappresenta il rapporto dell'uomo col significante e il mantenimento del desiderio le chiede un sacrificio ancora più estremo di quello di Amleto (trattato nel Seminario precedente)
Ridefinisce quindi un'etica che non aspiri a una restaurazione della tradizione che vede la felicità nella cura dei beni, nel lavoro, in linea col padrone e con l'ordine costituito, senza spazio per i desideri. La proposta di Lacan è di trovare nella fedeltà al proprio desiderio un parametro etico, quindi al di là dei beni, materiali, familiari etc, un parametro che freni il soggetto dall'accettare il proprio tradimento a se stesso e il tradimento altrui al patto.

#### Seminario VIII. Il transfert
Il seminario più romantico di Lacan si è tenuto tra il 1960 e il 1961. Come spiega Di Ciaccia, nel suo insegnamento sul transfert (1990-91, inedito). Lacan utilizza questo metodo: prende Freud e gli manda un laser di traverso, che proviene da un altro sapere, diverso dalla psicoanalisi, la linguistica, la topologia...
Il transfert viene attraversato dalla griglia lacaniana di Immaginario-simbolico-reale e in questo seminario prende innanzitutto il binario dell'amore e il treno del Simposio di Platone. Poi riprende la mancanza a essere, di cui parla nel testo contemporaneo "La direzione della cura", appoggiandosi al quadro di Amore e Psiche che sta alla galleria Borghese (Roma). Lacan finisce il seminario commentando una forma di Edipo moderno in un testo di Claudel.
Il transfert è venuto fuori finora nel suo versante immaginario, quindi da evitare,in analisi. Qui la psicoanalisi non è più tanto una dialettica, ma una politica e la politica è l'etica.
"Il seminario sul transfert parte su un pieno e va verso un punto di mancanza." (Di Ciaccia, 1991, inedito)
Lo stesso a cui arriva ne "La direzione della cura", la mancanza ad essere dell'analista, che è significata dal fallo.
Ma il seminario VIII parte dall'amore e segue Platone per rappresentarlo. Una scena in particolare del Simposio, quando irrompono Alcibiade e i suoi amici sbronzi, là dove comunemente s'interrompono i commentatori. Lì c'è il nocciolo dell'amore, quel dare ciò che non si ha. Gli esempi di questo amore è Socrate e l'amor cortese.
Per arrivare al mistero dell'oggetto agalmatico, Lacan passa prima in rassegna alle varie teorie portate al banchetto, con una sfilata mirabile di tutto quello che non è amore, il sacrificio di Fedro, la psicologia del ricco di Pausania e così via...
Poi commentando il quadro Lacan riallaccia il desiderio al fallo e il fallo al vuoto di significante, l'inaccessibile, l'inscrivibile, il tassello vuoto, che però è attivo.

#### Seminario X. L'angoscia
In questo seminario (1962-63), Lacan riabilita pienamente l'angoscia, come via privilegiata per accedere al reale. Afferma che gli psicoanalisti dovrebbero esserne soffocati, perché è con essa che hanno a che fare nel loro lavoro.
Analizza in modo specifico il testo di Freud "Inibizione, sintomo e angoscia", ricordando che già Freud evidenzia l'aspetto costruttivo dell'angoscia, come motore della rimozione e della costruzione del sintomo, che portano fuori il soggetto dalla posizione psicotica.  La rielaborazione di Lacan porta, in questo seminario, alla concettualizzazione dell'oggetto a, ciò che non è simbolizzabile del reale e che, tramite la sua estrazione dal reale, consente al soggetto di avere un quadro, un paio d'occhiali con cui guarda il mondo e si ritrova; al tempo stesso è l'oggetto causa del desiderio, posto nell'Altro, ma a cui il soggetto è identificato, anche se rimosso e tagliato fuori dall'immagine speculare.
Quando qualcosa appare, nel luogo della mancanza, nel reale, cioè al posto dell'oggetto a, sorge l'angoscia, perché viene a mancare la mancanza. La mancanza è mancanza strutturale, poiché all'Altro, cioè all'insieme dei significanti, manca un significante, che darebbe il senso a tutto, ma non c'è. Al suo posto il soggetto salda la sua castrazione con una sorta di interpretazione che ha un doppio versante, uno significante e uno oggettuale: l'oggetto a. Se questa operazione non avviene, il soggetto si ritrova senza posto, senza significante e oggetto che lo rappresentino inconsciamente e se crollano le identificazioni immaginarie, può precipitare nella deriva psicotica.
Il fantasma, cioè l'articolazione del soggetto con il suo oggetto a, oltre a far godere, difende dall'angoscia; questo accade nella posizione nevrotica. I nevrotici hanno sempre fantasmi perversi, ma evitano, solitamente, di viverli. Chi invece li vive è il perverso, ma sempre di difesa dall'angoscia si tratta, difesa da quel vuoto lasciato dalla mancanza del significante che darebbe il senso a tutti gli altri.
Nel nevrotico ossessivo, in particolare, si ha il fantasma dell'oblatività, il rispondere alla domanda dell'Altro, per difendersi dal desiderio. La proverbiale aggressività dell'ossessivo non fa che rimettere in questione il servizio che si affanna a porgere all'Altro e prende di mira il rapporto propriamente speculare, che si trova all'origine della sua continua risposta alla domanda altrui.
Al di là della domanda c'è il desiderio e al di là del desiderio c'è il godimento; l'angoscia da incubo ha a che fare proprio con il sentire il godimento dell'Altro, dal cui caos ci protegge il fantasma. Il vuoto da preservare è quello che ci tiene a distanza da questo godimento dell'Altro e, se messo in pericolo, sorge l'angoscia.
Grazie all'oggetto a, l'angoscia è 'incorniciata', il godimento circoscritto, la rimozione avvenuta e il sintomo costruito assieme al fantasma. Il reale sottostante è testimoniato, per esempio, dalla schizofrenia, dove il soggetto è sempre in balia dell'altro, il suo corpo non gli appartiene ed è in frantumi. Anche se l'isteria, altra posizione nevrotica, accanto all'ossessione, testimonia, anch'essa, anche se con parsimonia, di questo corpo frammentato.
Agli oggetti individuati da Freud, orale e anale, Lacan aggiunge lo sguardo e la voce.

#### Seminario XI. I quattro concetti fondamentali della psicoanalisi
Seminario del 1964 che rappresenta un momento fondamentale dell'insegnamento di Lacan. Dopo avere ricevuto quella che chiama qui una scomunica senza ritorno da parte dell'IPA, l'Associazione Psicoanalitica Internazionale freudiana, Lacan fonda la sua scuola, l'École freudienne de Paris. Inoltre i primi 10 seminari sono commenti a testi di Freud, ma da questo in poi diventano ancora più lacaniani, c'è una riscrizione di Freud.
In questo seminario riprende questi quattro concetti fondamentali della psicoanalisi: l'inconscio, la ripetizione, il transfert e la pulsione. "Lacan rivitalizza il concetto freudiano di inconscio, introducendovi il concetto di soggetto", che è il soggetto dell'inconscio e non corrisponde all'io di Freud  L'inconscio ripete, ha a che fare con la ripetizione che, a sua volta, riceve una nuova luce come ripetizione di articolazione di significanti: S1→S2. Per quanto riguarda il transfert, è in questo seminario che Lacan lo articola pienamente col soggetto supposto sapere, il sapere dello psicoanalista che il soggetto dell'inconscio gli suppone sul proprio sintomo a dal quale si sviluppa l'amore di transfert che è motore del lavoro dell'analizzante. Il transfert qui si oppone alla ripetizione e l'inconscio alla pulsione, la cui meta è irraggiungibile, ma garantisce comunque un godimento, anche tramite il sintomo e nonostante la sofferenza che provoca.

#### Seminario XVI. Da un Altro all'altro[23]
"L'essenza della teoria psicoanalitica è un discorso senza parola". Questa è uno dei tormentoni di questo seminario, tenuto da Lacan nel 1968/69, in cui è chiaro come la predominanza del simbolico (linguaggio, gioco dei significanti, A) sia abbandonata. L'insieme dei significanti, o, come lo chiamava Freud, il rappresentante della rappresentazione, è quindi bucato. Ma non solo, tutta la prima parte di questo seminario è dedicata a dimostrare che non solo l'Altro è incompleto, S(Ⱥ), ma è anche inconsistente in rapporto alla verità. "l’Altro del sapere che è il luogo della verità, la cui consistenza però, diversamente da quanto afferma Cartesio, non è garantita da nessuna parte. Per contro, l'essere umano trova la propria coerenza in un solo elemento consistente: l'oggetto a, nel quale prende forma, in modo personalizzato e singolare, il suo godimento.” Dunque da una parte l’Altro, dall’altra l’oggetto.
L'oggetto a viene descritto da Lacan, nel seminario X, come un prelievo corporeo (lo sguardo, la voce, l’oggetto orale e l’oggetto anale), in questo XVI seminario invece ha una predominanza la logica e c'è un'unica funzione corporea. "Che si tratti della sola consistenza logica che possa valere per il soggetto, giustifica il singolare. È in questo che c’è l’altro, l’oggetto a, ma come unico, non come multiplo, l’oggetto a come consistenza logica che il corpo deve soddisfare con diversi prelievi. Al contrario, l’articolo indefinito messo al grande Altro, decaduto dalla sua unicità, lo apre alla stessa molteplicità dei Nomi-del-Padre.”
Da un Altro all'altro è forse il titolo più astruso dei seminari di Lacan, ma Miller (curatore delle opere di Lacan) ci illumina: l'insieme dei significanti era stato finora l'Altro e ora diventa un Altro, visto che, slegato da ogni garanzia onnipotente o logica, può moltiplicarsi, fino a immaginare che ognuno abbia il suo, mentre l'altro piccolo è uno per tutti: l'oggetto a. L’unica consistenza il soggetto ce l’ha nella sua posizione di godimento, con una cifra unica. L’oggetto a diventa allora il calco di A: rende possibile la tenuta di un Altro simbolico, ma è buco.
Qui il perverso viene a essere colui che, sempre tramite l'oggetto, il suo, riempie la mancanza dell'Altro; per questo Lacan lo chiama: "il difensore della fede" nell’Altro. Uno dei punti importanti di questo seminario riguarda proprio la futura clinica delle perversioni e un altro punto importante è il modo in cui Lacan costruisce lo statuto del plusgodere.
Lacan parte dal plusvalore di Marx: "quello che Lacan chiama il plusgodere è una forma valutabile del godimento, vale a dire che nel corso delle venticinque lezioni di questo Seminario vediamo un effetto di logificazione totale dell’oggetto a, in quanto è una consistenza di ordine logico che risponde all’inconsistenza del grande Altro".
Il plusgodere, come il plusvalore, è quindi legato al significante e il godimento è preso dal lato contabile. Lacan smetterà di adoperarsi in questo sforzo, cioè di cogliere la funzione dell'oggetto a partire dalla matematica, nel Seminario XX Ancora, quando dirà che il godimento sfugge al rassicurante oggetto a: nemmeno lui lo può rappresentare. Ma già in questo seminario scompare il linguaggio come protagonista, avanza un reale di godimento, nonostante la levatura dei personaggi e dei saperi portati a supporto, soprattutto Pascal, Fibonacci, Marx; Lacan riprende molto anche se stesso, gli scritti, i seminari.

#### Seminario XVII. Il rovescio della psicoanalisi
In questo seminario, 1969-1970, vengono presentate le formule dei quattro discorsi (del padrone, dell'università, dell'isterica e dello psicoanalista) che sarebbero l'equivalente di una pinza, uno strumento dunque, con cui far ruotare i termini del discorso, nelle quattro posizioni: significante-padrone, sapere, soggetto e godimento.
Lacan fa spesso riferimento, come anche nel seminario precedente, alla rivoluzione culturale del maggio '68. Elabora una teoria del potere col 'discorso del padrone' che è fondato sul potere del significante, S1, significante che provoca e sottrae godimento. Il discorso del padrone è il rovescio del discorso dello psicoanalista. Il discorso dell'inconscio non coincide con quello dello psicoanalista, come invece era in Freud, ma con quello del padrone. Là dove si sperava di trovare l'altrove, ecco che appare un funzionamento altro, ma nell'ottica del discorso del padrone.
Come dice Miller, nella postfazione, anche il discorso analitico si basa su un sembiante, ma mette in primo piano l'effetto di godimento, non l'effetto di senso della catena significante. Se nel seminario XI Lacan distingue tra inconscio e ripetizione, qua è chiaro che la ripetizione è il fulcro dell'inconscio.
Lacan mette in discussione il pensiero di Hegel, Sartre, Freud e dei contestatori, che se la prendono col padre, che è solo sembiante di verità. Diversamente che in precedenza, qui viene spostato l'accento dalla verità al reale, dunque al godimento ripetitivo dell'inconscio.
Scrive Miller nella postfazione che, attualmente molto più di allora, osserviamo "l'esistenza di un sistema significante imballato che produce incessantemente mezzi di godimento senza produrre soddisfazioni".
Il colmo delle fregature è che nell'era, di cui Lacan si rende perfettamente conto di vivere l'alba, l'era del superlavoro, dello sfruttamento e della segregazione, ci schiacceranno proprio rivelandoci che il padrone non è che un burattino e siamo noi i veri protagonisti.
Questa situazione deriva dall'evoluzione del discorso del padrone che ha sottratto il sapere al servo tramite la filosofia. A pagina 185 Lacan si chiede: "...può il saper-fare a livello del manuale ancora pesare sufficientemente per essere un fattore sovversivo?"
Gli altri due, dei quattro discorsi che Lacan introduce in questo seminario, sono il discorso dell'isterica e il discorso dell'università.
Questo è il seminario in cui Lacan, pur rimanendo sempre freudiano, rivela là dove non può esserlo. L'incesto. l'uccisione del padre, l'edipo, non sono che sembianti dell'effetto del linguaggio sul corpo, presa e al tempo stesso perdita di godimento, effetto che è paragonato all'entropia. L'oggetto a permette un piccolo recupero di godimento, che passa per la castrazione.

#### Seminario XVIII. Di un discorso che non sarebbe del sembiante
Nel seminario precedente Lacan aveva tentato una scrittura del legame sociale, nei quattro discorsi: del padrone, dell'università, dell'isterica e dell'analista. Nel 1971 si pone la questione: è possibile un discorso che non sarebbe del sembiante? Alquanto improbabile visto che "La posizione dominante di ogni discorso è occupata da un sembiante." La questione non è secondaria, riguarda i rapporti possibili, quotidiani, tra un uomo e una donna.
"Un uomo e una donna possono intendersi, non dico di no. Possono in quanto tali intendersi gridare"
Lacan cerca qui di chiarire cosa intende quando dice che non esiste rapporto sessuale. Nel senso che il rapporto sessuale si può scrivere solo con il fallo, che è la parte di godimento collegato col sembiante. Il terzo termine tra i due, è il fallo che però non è un medium. "Se lo si collega con uno dei due termini, con il termine uomo, per esempio, si può essere certi che non comunicherà con l'altro, e inversamente"
La ragazza è il fallo per il ragazzo e viceversa, per cui ne sono entrambi castrati. Il fallo non è il significante della mancanza, ma il limite del significante che, sull'uomo e la donna non sa niente.
Il campo che ci interessa è quello della verità e la verità supporta il sembiante. La verità dunque "si pone a partire da una struttura di finzione". Il rapporto sessuale fa difetto alla verità, in quanto si instaura da un discorso che viene solo dal significante. La verità è godere a fare sembiante senza permettere né al godimento né al sembiante di predominare. Il fallo, la parte significante del godimento, è il Nome-del-Padre.
Però, in questa struttura di finzione, la donna mostra molta più libertà rispetto al fallo, sebbene si riconosca in esso, e nella legge, solo rispetto al desiderio di un uomo.
Lo scritto è il litorale tra sapere e godimento ed è l'unico, secondo Lacan, che può, forse, cambiare i discorsi.
In questo XVIII seminario, Lacan deve oltrepassare i miti di Freud: l'edipo, che aveva messo in questione nel seminario precedente, e il mito del padre dell'orda di Totem e tabù. Lacan deve anche usare la logica, aristotelica e formale, il cinese e il giapponese. Ed è in questo seminario che predice un futuro di aumento del razzismo, che si genera ogni volta che si riconosce un plusgodere, identificandosi, per esempio coi nazisti, sperando di ottenerne un po' del loro.

#### Seminario XIX. ...o peggio
Insegnamento del 1971-1972. Se mai c'è stato un effettivo predominio del significante, nella teoria di Lacan, ormai è del tutto soppiantato dalla preminenza del reale.
Non c'è rapporto sessuale, sebbene le culture prescrivano e i poeti velino il buco. Tra uomo e donna non c'è alcuna armonia, nessuna tendenza spontanea verso l'Uno. A causa del funzionamento inconscio, di due non si fa uno. Questo non vuol dire che non esistano i rapporti, in cui però ciascuno resta uno. Quello che c'è è l'uno-tutto-solo, il godimento ripetitivo dell'essere parlante, uomo o donna.
"Questo Uno si ripete, ma non si totalizza per via della ripetizione, il che si coglie dai nonnulla di senso, fatti di non senso, che devono essere riconosciuti nei sogni, nei lapsus e anche nelle 'parole' del soggetto affinché costui si accorga che quell'inconscio è il suo."
Dunque non si gode dell'Altro, tranne che mentalmente, questo significa ora S(Ⱥ), il significante dell'Altro barrato. L'Altro manca di un significante, non è completo, non sa tutto e soprattutto non sa tutto del godimento; ma non godiamo che dei nostri fantasmi, anzi sono loro a godere di noi.
Il godimento si ripete e "la ripetizione non fonda nessun tutti e non identifica niente" L'Uno emerge nella teoria analitica come uno-tutto-solo, quello che si ripete, ma anche come ciò di cui si tratta in S1, che ha a che fare invece col tratto unario, enziger Zug in Freud, il marchio, il supporto dello 'stadio dello specchio', cioè l'identificazione immaginaria.
"Il soggetto si riflette nel tratto unario e solo a partire da lì si reperisce come io ideale, (...) l'identificazione immaginaria si attua tramite un marchio simbolico."
Un discorso che non sarebbe del sembiante finirebbe male, non fungerebbe da legame sociale, sarebbe l'"...o peggio"
La verità del soggetto non è altro che l'articolazione significante. Allora, a guarire, è il sapere o il transfert?
La posizione dello psicoanalista è, per Freud, impossibile, ma Lacan tutto sommato non è d'accordo: "l'oggetto a  nel posto del sembiante è comunque una posizione che si può tenere."

#### Seminario XX. Ancora
"Io parlo con il mio corpo senza saperlo". Tenuto tra il 1972-73, il Seminario XX parla del corpo, del godimento e soprattutto del godimento femminile. "Il godimento non è il segno dell'amore", questa frase viene ripetuta continuamente nel testo. Il godimento non è la risposta, è l'amore che supplisce alla mancanza di rapporto sessuale. E sempre l'amore domanda: ancora.
Il godimento è legato al fantasma, nella sua parte fallica, dal lato cosiddetto maschile, contabile. Da quel lato i premi, gli stipendi, le automobili, le amanti, i figli... Anche le donne vanno forte, e sempre di più, da quel lato là. Lacan fa esplicito riferimento alla detumescenza dell'organo maschile. Anche per questo è numericamente definibile. Anche per le donne, quando si mettono da quel lato. Mentre la donna, o l'uomo che si metta in posizione femminile, accede a un al di là del godimento fallico, che è dell'ordine dell'infinito e che Lacan chiama godimento Altro. Fa riferimento anche alla mistica, ma per una donna basta un uomo solo per perdersi. Il godimento Altro è indecifrabile, la rende assente a se stessa, desoggettivata, senza più confini, senza spazio soggettivo.
Dal lato fallico, c'è una differenza strutturale, i nevrotici, sono coloro che sognano ciò che i perversi fanno. Dal lato non tutta comunque, lei, meglio che va, scompare. E più gode e più scompare. E sembra che meno lui la ami, meno ci sia, e più sia facile che scompaia prima e del tutto.
Il lavoro psicoanalitico serve a respingere meglio la realtà del fantasma. Scaccia cosa sta sopra alla verità, ma non arriva a mettere in dubbio, in ridicolo, la verità, a minimizzarla, come merita. Per il come riuscirci, Lacan fa umili riferimenti a teorie, come il taoismo, per cui non è una questione di verità, ma di via, e la possibilità di prolungarne la fedeltà.
Siccome è impossibile inscrivere la relazione sessuale tra corpi diversi, si apre la possibilità, per l'uomo, che sia il mondo a diventare suo partner.

#### Seminario XXIII. Il Sinthomo
Il termine "sinthome" fu introdotto da Jacques Lacan in questo seminario (1975-76), un'elaborazione continuata dalla sua topologia, che estende il focus del seminario precedente (RSI) sul nodo Borromeo, con un'esplorazione degli scritti di James Joyce. Lacan ridefinisce il sintomo psicoanalitico in termini di sua topologia del soggetto.
In precedenza l'attenzione era concentrata nelle produzioni dell'inconscio, strutturato come un linguaggio. Per articolare il funzionamento nascosto lo psicoanalista francese si era rivolto ai sociologi, ai linguisti, gli strutturalisti, ai letterati, ai poeti.
"Alla ribalta non è più ciò che funziona come un linguaggio, ma ciò che non funziona, ciò che non va: che è la definizione lacaniana del ‘reale’ in psicoanalisi e che non è il reale della scienza. Alla ribalta non è più il simbolico, ma il reale. Non è più il desiderio, ma il godimento. Quel godimento che è quell’impossibile da sopportare di cui però non si riesce a fare a meno. "
Il sinthomo da metafora del soggetto diventa un annodamento nuovo dei tre anelli: immaginario, simbolico e reale.
In questa elaborazione Lacan si serve della topologia, in particolare del nodo borromeo, e si lascia guidare da Joyce. Lacan si focalizza sulla psicoanalisi con la luce della psicosi, tramite Joyce e soprattutto il suo Finnegans Wake. Senza il Nome-del-Padre il godimento non è leggibile, anche se ci sono diversi Nomi-del-Padre.

### Gli scritti
Rispetto ai seminari, gli scritti hanno un aspetto più compatto, tipico di opere di ricapitolazione.
La prima sezione degli Scritti è interamente dedicata a "Il Seminario su La lettera rubata" con relativa introduzione, sviluppi e appendici. Questa scelta lascia intuire l'indubbio valore rappresentativo che gli assegnava.
"Dei nostri antecedenti" è il titolo della seconda sezione, comprendente buona parte dei lavori di Lacan anteriori al 1953.

## Critiche
Lacan è stato criticato per la mancanza di chiarezza dei suoi scritti (fra gli altri da Martin Heidegger, che li riteneva incomprensibili e che commentò sul suo conto: "questo psichiatra ha bisogno di uno psichiatra"), e per l'utilizzo – ritenuto ingiustificato – di certi termini: si pensi al frequente uso di simboli e al ricorso alla topologia (come nel caso dello Schema R o del grafo del desiderio).

## Scritti
Traduzioni italiane di opere di Lacan:
- La cosa freudiana e altri scritti. [Psicanalisi e linguaggio], Torino, Einaudi, 1972.
- Scritti, 2 voll., Torino, Einaudi, 1974.
- Lacan in Italia. 1953-1978, Milano, La salamandra, 1978.
- Il seminario,

Libro I. Gli scritti tecnici di Freud. 1953-54, Torino, Einaudi, 1978.
Libro II. L'io nella teoria di Freud e nella tecnica della psicoanalisi. 1954-1955, Torino, Einaudi, 1991. ISBN 88-06-11870-6.
Libro III. Le psicosi. 1955-1956, Torino, Einaudi, 1985. ISBN 88-06-57554-6.
Libro IV. La relazione oggettuale. 1956-1957, Torino, Einaudi, 2007. ISBN 978-88-06-18795-8.
Libro V. Le formazioni dell'inconscio. 1957-1958, Torino, Einaudi, 2004. ISBN 978-88-06-17074-5.
Libro VI. Il desiderio e la sua interpretazione. 1958-1959, Torino, Einaudi, 2016. ISBN 978-88-06-22427-1.
Libro VII. L'etica della psicoanalisi. 1959-1960, Torino, Einaudi, 1994. ISBN 88-06-13628-3.
Libro VIII. Il transfert. 1960-1961, Torino, Einaudi, ISBN 978-88-06-19383-6
Libro X. L'angoscia. 1962-1963, Torino, Einaudi, 2007. ISBN 978-88-06-18029-4
Libro XI. I quattro concetti fondamentali della psicoanalisi. 1964, Torino, Einaudi, 1974.
Libro XVI. Da un altro all'altro. 1968-1969, Torino, Einaudi, 2019. ISBN 978-88-06-18684-5.
Libro XVII. Il rovescio della psicoanalisi. 1969-1970, Torino, Einaudi, 2001. ISBN 978-88-06-15010-5.
Libro XVIII. Di un discorso che non sarebbe del sembiante. 1971, Torino, Einaudi, 2010. ISBN 978-88-06-20242-2.
Libro XIX. ...O peggio, 1971-1972, Torino, Einaudi, 2020. ISBN 978-88-06-24653-2.
Libro XX. Ancora. 1972-1973, Torino, Einaudi, 1983. ISBN 88-06-05569-0.
Libro XXIII. Il sinthomo. 1975-76, Roma, Astrolabio, 2006. ISBN 88-340-1493-6.
- Seminari di Jacques Lacan. 1956-1959, Parma, Pratiche, 1978.
- Della psicosi paranoica nei suoi rapporti con la personalità, seguito da Primi scritti sulla paranoia, Torino, Einaudi, 1980.
- Radiofonia, televisione. [L'itinerario di una ricerca], Torino, Einaudi, 1982. ISBN 88-06-05380-9.
- Il mito individuale del nevrotico, Roma, Astrolabio, 1986. ISBN 88-340-0854-5.
- I complessi familiari nella formazione dell'individuo. Saggio di analisi di una funzione in psicologia, pubblicato nel 1938 nell'Encyclopédie française, Torino, Einaudi, 2005. ISBN 88-06-17357-X.
- Dei nomi-del-Padre, seguito da Il trionfo della religione, Torino, Einaudi, 2006. ISBN 88-06-17844-X.
- Altri scritti, Torino, Einaudi, 2013. ISBN 978-88-06-20450-1.